# Arjan Lock
Arjan Lock (Apeldoorn, 22 juni 1971) is een Nederlandse programmamaker en bestuurder binnen de publieke omroep. Hij werd in 2008 benoemd tot voorzitter van de raad van bestuur van de Evangelische Omroep (EO). In 2018 werd hij voorzitter van het College van Omroepen, het belangrijkste adviesorgaan binnen de Nederlandse publieke omroep.

## Biografie
Na zijn studie bestuurskunde en rechten begon Lock zijn carrière bij het ministerie van Binnenlandse Zaken. Kort daarna maakte hij in 1995 de overstap naar de EO, waar hij als bureauredacteur werkte voor het programma Tijdsein. Hij ontwikkelde zich hier tot specialist in het maken van documentaires en besloot vanaf 1999 zelfstandig verder te gaan als documentairemaker.
Op verzoek van EO-directeur Henk Hagoort keerde hij terug naar de omroep als hoofd van de afdeling Informatieve Programma's en Muziek. Toen Hagoort voorzitter werd van de Nederlandse Publieke Omroep (NPO), volgde Lock hem op als voorzitter van de raad van bestuur. Hij was op dat moment adjunct-directeur en leidde samen met Jaap Kooij de nieuwe raad van bestuur van de EO. Na het vertrek van Kooij in 2017 nam Lock alle bestuurlijke taken op zich. Onder zijn leiding bleef hij pleiten voor een prominente plaats voor geloof en levensbeschouwing binnen het publieke omroepbestel.
In 2009 werd Lock geconfronteerd met enkele incidenten binnen de EO. Presentator Arie Boomsma werd geschorst nadat hij had geposeerd voor L'Homo, een editie van het tijdschrift LINDA. Daarnaast ontstond er ophef rond Andries Knevel, nadat deze publiekelijk afstand nam van een letterlijke interpretatie van het Bijbelboek Genesis.

## Persoonlijk leven
Lock is gescheiden van zijn eerste vrouw, met wie hij drie kinderen heeft. In 2019 hertrouwde hij. Hij was actief binnen de missionaire samenwerkingsgemeente Kruispunt (NGK/CGK/PKN) in Amersfoort.
Jan Kits sr. (1967-1968) · Johan Rippen (1968-1971) · Willem Glashouwer sr. (1971-1983) · Jan Velema (1983-1990) · Arie van der Veer (1990-2008) · Arjan Lock (2008-heden)